# Уральский экономический район

Уральский экономический район на карте России

Уральский экономический район

Ура́льский экономи́ческий райо́н — один из 12 экономических районов РСФСР и Российской Федерации, состоит из 7 субъектов Федерации.

## Состав экономического района
1. Республика Башкортостан
2. Оренбургская область
3. Свердловская область
4. Удмуртская Республика
5. Челябинская область
6. Пермский край
7. Курганская область

## Крупные города
Населённые пункты с численностью населения более 55 тысяч человек
| Екатеринбург | ↗1 548 187 |
| Челябинск    | ↘1 176 770 |
| Уфа          | ↗1 166 098 |
| Пермь        | ↗1 027 518 |
| Ижевск       | ↘616 297   |
| Оренбург     | ↘536 515   |
| Магнитогорск | ↘408 487   |
| Нижний Тагил | ↘328 157   |
| Курган       | ↘300 763   |

| Стерлитамак       | ↗277 410 |
| Орск              | ↘185 362 |
| Каменск-Уральский | ↘160 312 |
| Златоуст          | ↘157 244 |
| Миасс             | ↘146 650 |
| Салават           | ↘144 970 |
| Копейск           | ↘143 751 |
| Нефтекамск        | ↗133 874 |
| Березники         | ↘132 841 |

| Октябрьский  | ↗116 510 |
| Первоуральск | ↘110 999 |
| Воткинск     | ↘95 137  |
| Серов        | ↘93 192  |
| Сарапул      | ↘88 388  |
| Бузулук      | ↘88 202  |
| Соликамск    | ↘87 745  |
| Глазов       | ↘85 340  |
| Новоуральск  | ↘77 894  |

| Озёрск        | ↘76 434 |
| Чайковский    | ↘74 913 |
| Новотроицк    | ↘73 994 |
| Верхняя Пышма | ↗73 727 |
| Троицк        | ↘69 983 |
| Шадринск      | ↘68 609 |
| Туймазы       | ↘67 209 |
| Белорецк      | ↘62 742 |
| Ишимбай       | ↘61 978 |

| Кунгур         | ↘62 173 |
| Берёзовский    | ↗60 566 |
| Ревда          | ↘59 521 |
| Белебей        | ↘58 615 |
| Кумертау       | ↘56 748 |
| Асбест         | ↘56 533 |
| Краснотурьинск | ↘55 727 |
| Сибай          | ↘55 354 |
| Мелеуз         | ↘54 847 |

## Сведения
Демографическая картина (2018 г.): 
- Население: составляет около 20 млн. человек
- Площадь: 823,3[7] тыс. км²
- Плотность: 22,88 чел/км²
- Доля городского населения: 73 %
- Города-миллионеры: Екатеринбург, Челябинск, Уфа, Пермь

(Расчёты на основе данных Росстата)

## Экономико-географическое положение
ЭГП является выгодным. 
Рядом с Уральским экономическим районом находятся богатые части России: Волго-Вятский экономический район, Поволжье, Западная Сибирь. Кроме того, он граничит с Северным экономическим районом. С районом также граничит Казахстан, играющий большую роль в экономическом развитии.

## Природно-ресурсный потенциал
Климат Уральского экономического района является в большей степени континентальным. Меняется с севера на юг. Для сельского хозяйства используются степи с чернозёмом.
Горы Урала обладают запасом медных, никелевых, цинковых руд. Одну из самых важных ролей занимает добыча алюминия и титана. Урал имеет также огромные резервы поваренных и калийных солей, ведется добыча нефти.

## Отрасли специализации
Основные отрасли специализации — чёрная (Нижний Тагил, Челябинск, Новотроицк, Магнитогорск) и цветная (Кыштым, Камышлов) металлургия. Не менее важны машиностроение (энергетическое, транспортное, сельскохозяйственное), лесная, химическая, нефтехимическая и горно-химическая промышленность. Добыча и переработка нефти и газа. 
Электроэнергетика - Белоярская АЭС. 
В сельском хозяйстве — производство зерна, животноводческих продуктов и рогатый скот.

## Географические сведения
Уральский экономический район расположен на Среднем и Южном, частично на Северном Урале, а также на прилегающих частях Восточно-Европейской и Западно-Сибирской равнин. Территорию района пересекают реки, принадлежащие бассейнам Волги (Кама, Вишера, Чусовая, Самара), Оби (Тобол, Исеть, Тура, Тавда) и Урала. Потенциальные гидроэнергоресурсы крупных и средних рек Уральского экономического района исчисляются в 3,3 млн квт, сооружены водохранилища на реке Каме (Воткинское и Камское). В западной части района климат умеренно континентальный, на Урале и к востоку от него континентальный. 43 % площади района покрыто преимущественно таёжными лесами; запасы древесины 3,5 млрд м³. В южной части преобладают степи, значительно 

## Полезные ископаемые
Уральский экономический район исключительно богат разнообразными полезными ископаемыми. Это высокоразвитый и сложный по структуре производственный комплекс тяжёлой индустрии. Общероссийское значение имеют добыча минерального сырья и газа, заготовка и переработка древесины. Для промышленности района особенно характерны 
- высокий уровень концентрации производства, внутриотраслевого и межотраслевого кооперирования и комбинирования, 
- широкое использование многих промышленных отходов, 
- развитая инфраструктура, 
- преимущественно приуроченность к восточным склонам Урала (наиболее богатым полезными ископаемыми), главным транспортным

Природные ресурсы:
🔻 Нефть (Башкортостан, Удмуртия, Пермский край) 
🔻 Железная руда (Свердловская область - Качканар, Челябинск) 
🔻 Медная руда (Свердловская область) 
🔻 Медно-никелевые руды (Свердловская область, Челябинск) 
🔻 Калийные соли (Пермский край - Березники, Соликамск) 
🔻 Бурый уголь (Челябинск) 
🔻 Каменный уголь (Пермский край) 
🔻 Природный газ (Оренбург, Пермский край) 
🔻 Лесные (Башкортостан, Удмуртия, Пермский край, Свердловская область)
🔻 Никель

## Машиностроение
По выпуску продукции машиностроения и металлообработки Уральский экономический район — один из ведущих районов страны. Выделяются заводы тяжёлого машиностроения (Уралмаш, Бузулукский, Пермские моторы), химического машиностроения (Уралхиммаш, Глазовский завод, Сибур-Химпром, Метафракс), по производству энергооборудования и электротехнической промышленности (заводы: Турбомоторный, Уралэлектротяжмаш). Широко представлено транспортное машиностроение (производство грузовых вагонов в Нижнем Тагиле, автомобилей в Миассе и Ижевске, мотоциклов в Ижевске и Ирбите, тяжёлых тракторов в Челябинске, тракторных прицепов в Орске, автобусов в Нефтекамске, Кургане). Развита станкоинструментальная промышленность (в Челябинске, Оренбурге, Алапаевске и др.). Выпускаются разнообразные с.-х. машины (Курган и др.), электроприборы, радиоприёмники и радиолы, холодильники (18 % общесоюзного производства) и другие машины культурно-бытового назначения. Предприятия Уральского экономического района используют значительную долю производимого на месте металла.

## Металлургическая промышленность
Металлургическая промышленность — одна из старейших отраслей Уральского экономического района, сформировавшаяся на богатой местной сырьевой базе. Главные предприятия: Магнитогорский, Нижнетагильский, Орско-Халиловский, Учалинский металлургические комбинаты, Челябинский завод и Губахинский кокс с коксовыми установками, использующими угли Кузбасса и Карагандинского бассейна. Среди старых реконструированных предприятий выделяются Мотовилихинские Заводы, Завод им. Серова, Златоустовский, Чусовской, Лысьвенский, Верх-Исетский заводы. Создано производство труб (заводы: Первоуральский, Синарский, Челябинский). ВСМПО-АВИСМА крупнейший в мире производитель титана и изделия из него. Имеется крупное производство ферросплавов. Больше половины железных руд для металлургических предприятий поступает из месторождений Магнитогорского, Высокогорского, Гороблагодатского, Первоуральского, Бакальской групп и других. В 1963 году вступил в строй горно-обогатительный комбинат на крупнейшем Качканарском месторождении титаномагнетитов. Орско-Халиловский, Магнитогорский, Челябинский и другие металлургические комбинаты получают, кроме руды месторождений Урала, железорудные концентраты из Казахстана и Курской магнитной аномалии. В Уральском экономическом районе представлены почти все главные отрасли цветной металлургии.

## Химическая промышленность
Важная отрасль химической промышленности — основная химия: производство соды (Березники, Соликамск, Стерлитамак), минеральных удобрений (калийных в Березниках и Соликамске, азотных и фосфорных в Березниках, Соликамске, Перми, Красноуральске, Ревде и др.), серной кислоты и серы (главным образом в центрах цветной металлургии и нефтегазохимии), хлора и хлоропроизводных, разных солей и др. Развита коксохимическая и лесохимическая промышленность, имеется лакокрасочное производство. Создано значительное производство пластмасс и смол (Екатеринбург, Нижний Тагил, Губаха и др.), спиртов (Орск, Губаха), создаётся производство синтетического каучука (Чайковский) и др. Развивается нефтехимическая промышленность (Уфа, Пермь, Екатеринбург, Оренбург, Салават), производство искусственных волокон и нитей. Уральский экономический район — важнейший район добычи и частично переработки асбеста (Баженовское и Киембайское месторождения), талька (Миасские месторождения), магнезита (Саткинское месторождение), на его территории расположено единственное в России и крупнейшее в мире Верхнекамское месторождение калийных солей. Район обладает развитой промышленностью стройматериалов (в 1975 году произведено 14,6 млн т цемента, 6,8 млн м³ сборных железобетонных конструкций и деталей и др.). Деревообрабатывающие предприятия перерабатывают около половины заготавливаемой древесины; большая часть идёт на производство бумаги (1 млн т в 1973), пиломатериалов, фанеры (213 тыс. м2 в 1973) и др. значительная часть леса сплавляется по Каме в районы Поволжья. Построены крупные предприятия комплексной переработки древесины (Пермь, Краснокамск, Тавда, Красновишерск и др.).

## Лёгкая и пищевая промышленность
Из отраслей лёгкой и пищевой промышленности выделяются мукомольная, мясная и молочная, кожевенно-обувная, швейная, текстильная. Имеются камвольный комбинат и фабрика льняных тканей (Екатеринбург), комбинаты шёлковых тканей, главным образом синтетических (Оренбург, Чайковский). Так же имеются разные фабрики и сыроварни, такие как Сыробогатов.

## Сельское хозяйство
Сельское хозяйство — важная отрасль экономики Уральского экономического района, специализирующаяся на выращивании главным образом яровой пшеницы, мясо-молочном животноводстве; вокруг главных промышленных центров — сельское хозяйство пригородного типа. В сельскохозяйственном производстве ведущее место принадлежит совхозам. Сельскохозяйственные угодья (1974) составляют 41 % всей площади района, занимая в основном территорию Южного Приуралья и Южного Зауралья; из них пашня — 17,8 млн га, сенокосы — 2,9 млн га, пастбища — 7 млн га. Площадь орошаемых земель — 128 тыс. га, осушенных — 70 тыс. га. Вся посевная площадь 16,4 млн га (1975), из них под зерновыми — 10,9 млн га, кормовыми культурами — 4,9 млн га, техническими (подсолнечник, лён) — 0,1 млн га, картофелем и овощами — 0,5 млн га. Преобладают посевы пшеницы, главным образом яровой (5,7 млн га). Развито теплично-парниковое хозяйство. Поголовье (на начало 1976, млн.): крупного рогатого скота — 6,2 (из них коров 2,3), свиней — 2,0, овец и коз — 4,6, птицы — 34,6. Созданы крупные промышленно-животноводческие комплексы и птицефабрики.
Специализация агропромышленного комплекса Урала — зерно (яровая пшеница, рожь, овес) и продукция животноводства (молоко, мясо, шерсть). Наиболее развито сельское хозяйство в Башкортостане и Оренбуржье.
В структуре посевных площадей Урала наибольший удельный вес занимают зерновые культуры (около 63 %), а также кормовые (свыше 32 %). Выращиваются также картофель, овощи, лен-долгунец, подсолнечник, сахарная свекла. Доля технических культур в посевах невелика — немногим более 1,5 %, что связано с их высокой трудоемкостью. Основные посевы зерновых сосредоточены в Оренбургской области и в Башкортостане.
В структуре сельскохозяйственного производства Урала преобладает животноводство: на севере — молочное скотоводство, птицеводство, на юге района — мясо-молочное и мясное животноводство, овцеводство, растет роль свиноводства. Важная задача, стоящая перед сельским хозяйством Урала — повышение урожайности зерновых культур и продуктивности скота.
Пищевая промышленность района представлена мукомольными и молочными заводами и комбинатами, мясокомбинатами. Основную роль играет мясная промышленность.

## Транспорт
Основной вид транспорта — железнодорожный (эксплуатационная длина железных дорог 9,9 тыс. км, 1975). Важнейшие из региональных линий — железнодорожная линия Полуночное — Серов — Свердловск — Челябинск — Орск и Горнозаводское направление Пермского края. Главные железнодорожные магистрали — широтные, пересекают Средний и Южный Урал в 6 местах (Нижний Тагил — Пермь, Екатеринбург — Пермь, Екатеринбург — Казань, Челябинск — Уфа, Уфа — Магнитогорск, Орск — Оренбург). Значительная часть железных дорог электрифицирована, что связано с высокой грузонапряженностью и большим количеством подъёмов на многих участках. Через территорию Уральского экономического района проходит мощная система трубопроводов, обеспечивающая подачу газа (с северных районов Тюменской области и Средней Азии) и нефти (с Западной Сибири) на Урал. Развит водный транспорт на реках Камского бассейна.

## Внутренние различия
- Восточные склоны Урала — основная меридиональная промышленная полоса с преобладанием добычи и обработки металлов и с тяготеющими к ней зонами пригородного сельского хозяйства. Важнейшие промышленные агломерации и узлы с центрами в Перми, Екатеринбурге, Нижнем Тагиле, Челябинске, Магнитогорске, Орске;
- Среднее Прикамье с преобладанием химической, лесной и лесоперерабатывающей промышленности, машиностроения и сельскохозяйственными районами молочного и овоще-картофельного направления. Промышленные центры — Березники, Соликамск, Пермь, Лысьва, Чайковский и др.;
- Западные склоны Среднего Урала — промышленные узлы и центры с преобладанием горнодобывающей промышленности, машиностроения
- Районы крупного сельскохозяйственного производства с центрами горнодобывающей промышленности и обрабатывающих производств на юго-западе и юго-востоке, а также районы крупной лесной промышленности (местами в сочетании с сельским хозяйством) с отдельными центрами лесопереработки на северо-западе и северо-востоке района.